# Rapid City (Michigan)
Rapid City – jednostka osadnicza w Stanach Zjednoczonych, w stanie Michigan, w hrabstwie Kalkaska.